# Умарелл
Umarell (італійське написання болонського емілійського слова umarèl, Emilian pronunciation; множина umarî) — чоловіки пенсійного віку, які проводять час, спостерігаючи за будівельними майданчиками, особливо за дорожніми роботами — стереотипно із зачепленими руками за спиною та пропонуючи небажані поради працівникам. Його буквальне значення — «маленька людина». Термін використовується як легковажна насмішка або самоіронія.
Сучасний термін був популяризований у 2005 році місцевим письменником Данілом Мазотті завдяки трьом книгам та відповідного блогу. У 2021 році слово було включено до словника Зінгареллі.

## Випадки використання
У 2015 році місто Річчоне, приблизно за 130 кілометрів (80 миль) на південний схід від Болоньї, виділило бюджет в розмірі 11 000 євро для виплати заробітної плати «умареллам» за нагляд за будівельними майданчиками в місті. Вони підраховували кількість виїздів та в'їздів вантажних автомобілів, щоб переконатися, що матеріали доставляються, вивозяться згідно з квитанціями, а також захищали майданчики від крадіжок, коли там нікого не було. Місто Сан-Лаццаро-ді-Савена, яке розташоване на південний схід від Болоньї на відстані 6 кілометрів, вручило приз «Умарел року» місцевому мешканцю Франко Боніні.